# Walter Kirk
Walter Alister Kirk (ur. 6 sierpnia 1887 w Belfaście, zm. 6 czerwca 1961 w Orange) – as myśliwski Royal Australian Air Force z 7 potwierdzonymi  zwycięstwami w I wojnie światowej. 
Edward Patrick Kenny urodził się w Belfaście, jednak przeprowadził się do Australii. Zaciągnął się do Armii Australijskiej 24 sierpnia 1914 roku. Po służbie w 2th Australian Light Horse Regiment, 5 lipca 1917 roku został przyjęty do Royal Australian Air Force.
Do jednostki No. 1 Squadron RAAF dołączył w końcu 1917 roku. Latał na samolocie Royal Aircraft Factory B.E.2 i walczył w Egipcie jako obserwator. Pierwsze zwycięstwo powietrzne odniósł 27 marca 1918 roku. Ostatnie 7 zwycięstw odniósł z pilotem Ross Smith (razem odnieśli 6 zwycięstw powietrznych, w tym podwójne 17 lipca 1918).
Po zakończeniu wojny w lutym 1919 roku powrócił do Australii. W czasie II wojny światowej służył w lotnictwie.